# Маттфельд, Иоганнес
Иоганнес Маттфельд (нем. Johannes Mattfeld, 18 января 1895 — 19 января 1951) — немецкий ботаник.

## Биография
Иоганнес Маттфельд родился 18 января 1895 года.
Маттфельд работал в Ботаническом саде Берлина. Он внёс значительный вклад в ботанику, описав множество видов семенных растений.
Иоганнес Маттфельд умер в Берлине 19 января 1951 года.

## Научная деятельность
Иоганнес Маттфельд специализировался на семенных растениях.

## Публикации
- Anweisung zur Ausführung der pflanzengeographischen Kartierung Deutschlands. Mattfeld, Johannes. — B.-Dahlem, Königin-Luise-Str. 6—8 : Botan. Museum, 1931, 3. Aufl[2].
- Über hybridogene Sippen der Tannen. Mattfeld, Johannes. — Stuttgart: E. Schweizerbart, 1930[2].
- Geographisch-genetische Untersuchungen über die Gattung Minuartia (L.) Hiern. Mattfeld, Johannes. — Dahlem bei Berlin, Fabechstr. 49 : Verl. d. Repertoriums, 1922[2].

## Почести
Род растений Mattfeldia Urb. семейства Астровые был назван в его честь. В его честь были также названы следующие виды растений:
- Rauvolfia mattfeldiana Markgr.[5]
- Ainsliaea mattfeldiana Hand.-Mazz.[6]
- Baeothryon mattfeldianum (Kük.) Á.Löve & D.Löve[7]
- Scirpus mattfeldianus Kük.[8]
- Pyrola mattfeldiana Andres[9]
- Saxifraga mattfeldii Engl.[10]
- Euphrasia mattfeldii W.Becker[11]